# Brauner Tropfenastrild
Der Braune Tropfenastrild (Clytospiza monteiri), auch Monteiros Tropfenastrild genannt, ist eine Art aus der Familie der Prachtfinken und der einzige rezente Vertreter der Gattung Sternastrilde. Es werden für die Art keine Unterarten unterschieden.

## Beschreibung

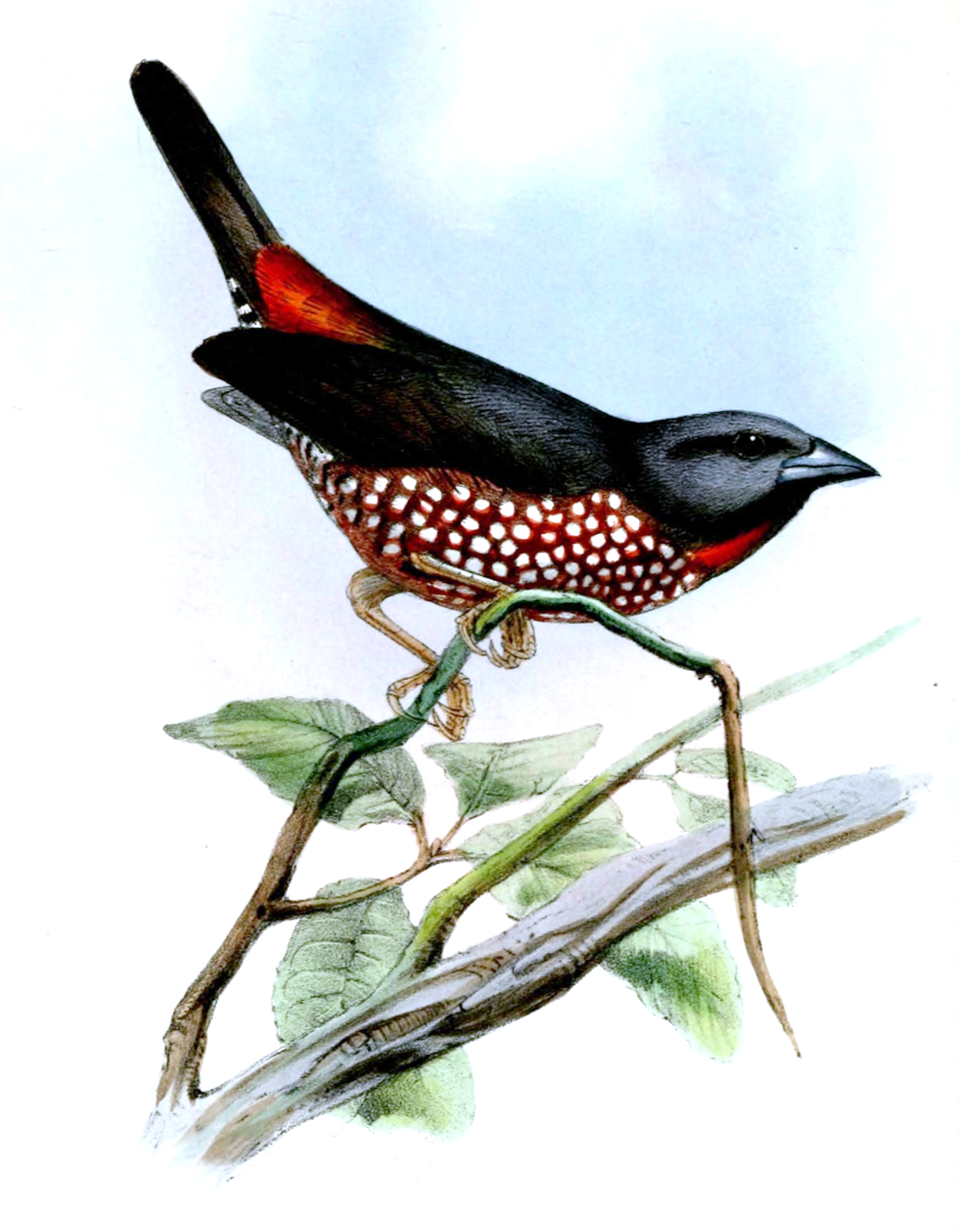
Brauner Tropfenastrild, Illustration

Der Braune Tropfenastrild erreicht eine Körperlänge von zwölf Zentimeter. Die Männchen haben einen schiefergrauen Kopf und Hals. Auf der grauen Kehle haben sie einen länglich Fleck, der vom Kinn bis zur Kropfgegend reicht. Die Körperunterseite ist hellbraun mit dichten weißen Tropfenflecken. Die Unterschwanzdecken sind dunkelbraun und weißquergebändert. Der Rücken und die Flügel sind braun, die Oberschwanzdecken sind rot. Der Schwanz ist rot, wobei die äußeren Schwanzfedern rot überhaucht sind. Die Augen sind rot bis rotbraun. Der Lidrand ist bläulich. Der Schnabel ist schwarz und hellt an der Schnabelbasis zu einem bläulich auf.
Die Weibchen ähneln den Männchen. Bei ihnen ist lediglich der beim Männchen rote Kehlfleck weiß.

## Verbreitung und Lebensweise
Der Braune Tropfenastrild kommt in den Feuchtsavannengebieten nördlich und südlich des zentralafrikanischen Niederungswaldes vor. Ihr Lebensraum sind feuchtes, von Büschen durchwachsenes Grasland sowie Dickichte und Graslichtungen in Wäldern. Sie haben sich außerdem menschlichen Lebensraum erschlossen und kommen in Gärten und auf verwilderten Kulturland vor. Sie leben dort paarweise oder in kleinen Familienverbänden von bis zu zehn Individuen und halten sich gewöhnlich in der Nähe des Erdbodens auf. Die Nahrung besteht aus Grassamen und Sämereien. Sie wird ergänzt durch Insekten und zwar überwiegend Termiten und Spinnen.
Die Brutzeit variiert in Abhängigkeit vom Standort und fällt an das Ende der Regen- und dem Beginn der Trockenzeit. Nester werden von ihnen in der Regel nicht errichtet. Sie nutzen die verlassenen Nester anderer Vögel, darunter die von Purpurastrilden, Kleinelsterchen und Spornkuckucke. Die Nester werden innen lediglich mit Haaren, Pflanzenmaterial und Schlangenhäuten ausgekleidet. Beide Elternvögel brüten.

## Haltung
Der Braune Tropfenastrild wurde durch Carl Hagenbeck erstmals entweder 1873 oder 1880 in Europa eingeführt. Danach scheint diese Art erst wieder gegen Ende der 1950er nach Europa importiert worden zu sein. Sie wird in den letzten Jahren häufiger importiert. Bislang sind Zuchterfolge jedoch noch verhältnismäßig selten. Sie benötigen für ihr Wohlbefinden gut bepflanzte geräumige Innenvolieren.